# Kujakowice Dolne
Kujakowice Dolne (niem. Nieder Kunzendorf) – wieś w Polsce położona w województwie opolskim, w powiecie kluczborskim, w gminie Kluczbork. Wieś graniczy z Kujakowicami Górnymi.

## Historia
Od 1791 r. wieś posiadała pieczęć gminną, na której wizerunku przedstawiono  krzyż, pod nim sześcioramienna gwiazda; nawiązujący do herbu Zakonu Krzyżowców z Czerwoną Gwiazdą.